# Арбани
Арба́ни (рос. Арбаны, марій. Арбан) — присілок у складі Медведевського району Марій Ел, Росія. Входить до складу Нурминського сільського поселення.

## Населення
Населення — 327 осіб (2010; 308 у 2002).
Національний склад (станом на 2002 рік):
- лучні марійці — 92 %